# 古子成
古子成（英語：Zicheng Gu，2001年4月17日—），中国大陆男演员，出生于中国湖南省长沙市，就读于上海戏剧学院表演系本科2019级，现为春风画面旗下演员。

## 影視作品

### 電視劇
| 首播年份 | 剧名                                | 角色     |
| 2019年   | 《生活终于对我下手了2》（網絡短劇） | 古子成   |
| 2020年   | 《我才不要和你做朋友呢》（網絡劇）  | 吴智勋   |
| 2021年   | 《玉昭令》（網絡劇）                | 温孤苇余 |
| 2021年   | 《光芒》                            | 徐树     |
| 2021年   | 《夜色暗湧時》                      | 許蔚     |
| 2023年   | 《兰闺喜事》（網絡劇）              | 四皇子   |
| 2024年   | 《烈焰》（網絡劇）                  | 追日     |
| 2024年   | 《颜心记》（網絡劇）                | 柳若骞   |
| 2024年   | 《我将喜欢告诉了风》                | 聂迟     |
| 2025年   | 《国色芳华》                        | 秦六郎   |
| 2025年   | 《白色橄榄树》                      | 薩辛     |
| 2025年   | 《锦绣芳华》                        | 秦六郎   |
| 2025年   | 《骄阳似我》                        | 庄非     |
| 待播     | 《隅我同行》（網絡劇）              | 林无隅   |
| 待播     | 《绝顶》（網絡劇）(2021年拍攝)      | 唐临     |
| 待播     | 《哑舍》（網絡劇）                  |          |
| 待播     | 《慕胥辞》（網絡劇）                |          |
| 待播     | 《古乐风华录》                      | 秦飞     |
| 待播     | 《来战》                            |          |